# Elévülés
Az elévülés fogalma: jogosultság gyakorlására és követelés érvényesítésére jogszabályban előírt határidő eltelte jogvesztéssel akkor jár, ha ezt jogszabály kifejezetten így rendeli. Ha a határidő nem jogvesztő, arra az elévülés szabályait kell alkalmazni.
Az elévülés valamely jog állam előtti érvényesíthetőségének időmúlás következtében történő megszűnése. Tartalma jogáganként változó.
Az elévüléssel maga az igény nem szűnik meg, de azt bíróság vagy más hatóság előtt már érvényesíteni nem lehet (naturalis obligatio). Az elévülés hivatalból nem vehető figyelembe, arra az érdekeltnek kell hivatkoznia. A bizonyítás az érdekeltet terheli.

## Elévülés a magyar polgári jogban

### Fogalma
- Ha e törvény eltérően nem rendelkezik, a követelések öt év alatt évülnek el.[1]
- Az elévülés akkor kezdődik, amikor a követelés esedékessé válik.[2]
- Az elévülési idő megváltoztatására irányuló megállapodást írásba kell foglalni.[3]
- Az elévülést kizáró megállapodás semmis.[4]

## Joghatásai
- Ha a Polgári Törvénykönyv eltérően nem rendelkezik, az elévült követelést bírósági eljárásban nem lehet érvényesíteni.[1]
- Az elévülés a kötelezettnek a szolgáltatás teljesítésére vonatkozó kötelezettségét nem érinti; az elévült követelés alapján teljesített szolgáltatást a követelés elévülésére tekintettel visszakövetelni nem lehet.[5]
- A főkövetelés elévülésével az attól függő mellékkövetelések is elévülnek. A mellékkövetelések elévülése a főkövetelés elévülését nem érinti.[6]
- Az elévülést a bírósági vagy hatósági eljárásban nem lehet hivatalból figyelembe venni.[7]

### Az elévülés nyugvása
- Ha a követelést a jogosult menthető okból nem tudja érvényesíteni, az elévülés nyugszik.[8]
- Ha az elévülés nyugszik, az akadály megszűnésétől számított egyéves – egyéves vagy ennél rövidebb elévülési idő esetén három hónapos – határidőn belül a követelés akkor is érvényesíthető, ha az elévülési idő már eltelt, vagy abból egy évnél – egyéves vagy ennél rövidebb elévülési idő esetén három hónapnál – kevesebb van hátra.[9]
- A (2) bekezdésben meghatározott időtartam alatt az elévülés nyugvásának nincs helye, az elévülés megszakítására vonatkozó rendelkezéseket pedig azzal az eltéréssel kell alkalmazni, hogy a megszakítás következtében az egyéves – egyéves vagy ennél rövidebb elévülési idő esetén a három hónapos – határidő számítása kezdődik újból.[10]

### Az elévülés megszakítása
- Az elévülést megszakítja
  - a) a tartozásnak a kötelezett részéről történő elismerése;
  - b) a kötelem megegyezéssel történő módosítása és az egyezség;
  - c) a követelés kötelezettel szembeni bírósági eljárásban történő érvényesítése, ha a bíróság az eljárást befejező jogerős érdemi határozatot hozott; vagy
  - d) a követelés csődeljárásban történő bejelentése.[11]
- Az elévülés megszakításától vagy az elévülést megszakító eljárás jogerős befejezésétől az elévülés újból kezdődik.[12]
- Ha az elévülést megszakító eljárás során végrehajtható határozatot hoztak, az elévülést a kötelem megegyezéssel való módosítása és a végrehajtási cselekmények szakítják meg.[13]

## Az elévülés a római jogban
A rómaiak az elévülés fogalmát nem dolgozták ki, ám a posztklasszikus korban – mint jogintézményt – már ismerték. Az időmúlás puszta tényét azonban bíró hivatalból nem vehette figyelembe, kizárólag az alperes kifogása alapján. A kifogás hiányában a felperes követelését az elévülési idő letelte ellenére is megítélte.
Az elévülés kezdetét a kereseti jog létrejöttének napja jelentette, és mindig csak azzal a személlyel (illetve jogutódjával) szemben folyt, akivel szemben a kereset keletkezett. Ha az elévülés félbeszakadt (a jogosult jogfenntartó, illetve a kötelezett jogelismerő nyilatkozata vagy magatartása következtében), úgy a félbeszakító ténytől újra kezdődött. Amikor a kereset megindításának lehetősége kizárt volt, akkor az elévülés nyugodott, és ilyenkor a nyugvást előidéző körülmény megszűnése után tovább folytatódott.

## Elévülés a büntetőjogban
A 2012. évi C. törvény (Büntető Törvénykönyv) kétféleképpen határozza meg az elévülést. Egyrészt ismeri mint büntethetőséget megszüntető okot, másrészt pedig mint a büntetés végrehajtását megszüntető okot. Büntethetőséget megszüntető okok körében kétféle elévülést ismer el:
- Az erős felindulásban elkövetett emberölés, a háromévi szabadságvesztésnél súlyosabban büntetendő szándékos súlyos testi sértés, az emberrablás, az emberkereskedelem, a személyi szabadság megsértése, illetve a nemi élet szabadsága és a nemi erkölcs elleni bűncselekmények esetében – ha a bűncselekmény elkövetésekor a sértett a tizennyolcadik életévét még nem töltötte be, és a bűncselekmény büntethetősége huszonharmadik életévének betöltése előtt elévülne – az elévülési idő meghosszabbodik e személy huszonharmadik életévének betöltéséig, vagy addig az időpontig, amikor a huszonharmadik életévét betöltötte volna.
- Egyéb bűncselekmények esetében a büntetési tétel felső határának megfelelő idő elteltével, melynek viszont legalább 5 évnek kell lennie.

Nem évül el a büntethetőség az alábbi bűncselekmények esetén:
- Háborús bűncselekmények
- Az emberiség elleni bűncselekmények
- Életfogytig tartó szabadságvesztéssel is büntethető bűncselekmények

Az elévülés határidejének kezdő napja befejezett bűncselekmény esetén az a nap, amikor a törvényi tényállás megvalósul. Kísérlet és előkészület esetén az a nap, amikor az ezeket megvalósító cselekmény véget ér. Olyan bűncselekmény esetén, amely kizárólag kötelesség teljesítésének elmulasztásával valósul meg, az a nap, amikor az elkövető még a büntető törvényben megállapított következmény nélkül eleget tehetne kötelességének. Olyan bűncselekmény esetében, amely jogellenes állapot fenntartásában áll, az a nap, amikor ez az állapot megszűnik.
Az elévülést félbeszakítja a büntető ügyekben eljáró hatóságoknak az elkövető ellen a bűncselekmény miatt foganatosított büntetőeljárási cselekménye. A félbeszakítás napján az elévülés határideje újrakezdődik. Ha a büntetőeljárást felfüggesztik, akkor a felfüggesztés tartama az elévülés határidejébe nem számít bele, kivéve ha azért függesztik fel, mert az elkövető ismeretlen helyen tartózkodik vagy elmebeteg lett. Ugyancsak nem számít bele az a tartam sem, amely alatt személyes mentesség folytán a büntetőeljárás azért nem volt megindítható vagy folytatható, mert a törvényben biztosított mentelmi jogot a döntésre jogosult nem függesztette fel, illetőleg az eljárás megindításához vagy folytatásához a hozzájárulását nem adta meg (kivéve a magánvádló esetében). Nem számít még bele a határidőbe a próbaidő tartama próbára bocsátás esetén, illetve ha az ügyész a vádemelést elhalasztja.

## Elévülés a munkajogban
A munkajogi igény három év alatt évül el.
A bűncselekménnyel okozott
- a) kár megtérítésére vagy
- b) személyiségi jogsértéssel összefüggő sérelemdíj megfizetésére

irányuló igény öt év; ha a büntethetőség elévülési ideje ennél hosszabb, ennek megfelelő idő alatt évül el.
Az igény elévülését hivatalból kell figyelembe venni. Az elévülésre egyebekben a polgári jogi szabályokat kell alkalmazni azzal, hogy a munkavállaló igényének érvényesítésével kapcsolatos elévülési időt a felek nem rövidíthetik le.

## Elévülés a szabálysértési jogban
A szabálysértési törvény (2012. évi II. törvény) II. fejezet szól a szabálysértés büntethetőségének elévüléséről.
Ezek szerint: 
- Nincs helye felelősségre vonásnak, ha a szabálysértés elkövetése óta 6 hónap eltelt (elévülés).[18]
- Az elévülés határidejének kezdő napja az a nap, amikor a szabálysértés tényállása megvalósul, kísérlet esetén az a nap, amikor az ezt megvalósító cselekmény véget ér.[19]
- Ha a szabálysértés jogellenes állapot előidézésével, illetve fenntartásával vagy kötelesség teljesítésének elmulasztásával valósul meg, az elévülési határidő mindaddig nem kezdődik el, amíg ez az állapot fennáll, illetve amíg a kötelesség jogszerűen teljesíthető lett volna.[20]
- Ha az elkövetéstől számított 6 hónapon belül a cselekmény miatt büntetőeljárás indul, de a nyomozó hatóság, az ügyészség vagy a bíróság a szabálysértési eljárás lefolytatása céljából az ügyet átteszi a szabálysértési hatósághoz vagy a szabálysértés miatt eljáró bírósághoz, az (1) bekezdés szerinti elévülés az áttételt elrendelő határozatnak a szabálysértési hatósághoz, illetve a szabálysértés miatt eljáró bírósághoz érkezése napjával újrakezdődik.[21]
- A szabálysértés miatt az eljárás alá vont személy ellen a szabálysértési hatóság, a fegyelmi jogkör gyakorlója, az ügyészség és a bíróság által foganatosított eljárási cselekmények az elévülést félbeszakítják. A félbeszakítás napjával az elévülési idő újrakezdődik.[22]
- A cselekmény elkövetésétől számított 2 év elteltével nincs helye szabálysértési felelősségre vonásnak.[18]